# Danestal
Danestal é uma comuna francesa na região administrativa da Normandia, no departamento Calvados. Estende-se por uma área de 6,42 km². Em 2010 a comuna tinha 399 habitantes (densidade: 62,1 hab./km²).